# Východofríské ostrovy

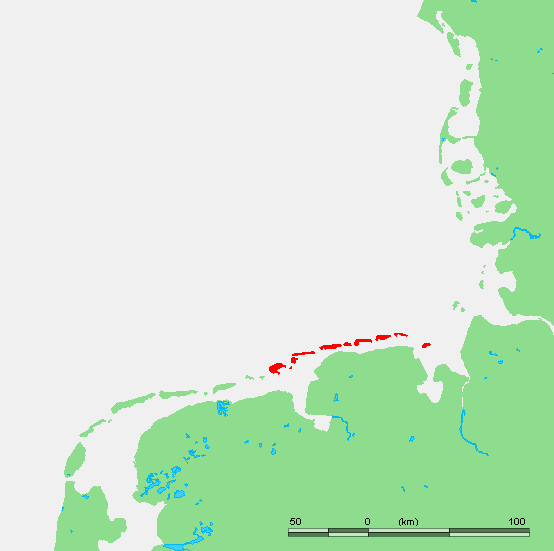
lokalizace ostrovů

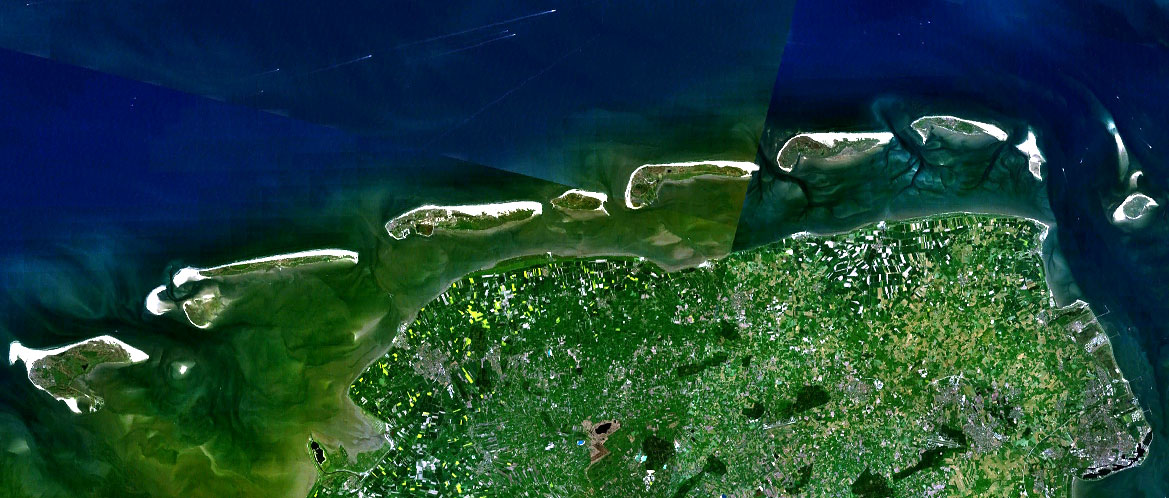
satelitní snímek ostrovů

Východofríské ostrovy (německy Ostfriesische Inseln, frísky Eastfryske eilannen) jsou skupina ostrovů patřících Německu, která se rozprostírá na pomezí Severního moře a Waddenzee (Wattenmeer). Ostrovy jsou součástí Fríských ostrovů a vytváří pás lemující pobřeží Německa mezi ústím řek Emže a Jade (konkrétněji Východní Frísko, spolkové země Dolní Sasko) oddělující vnitřní wattové moře Waddenzee od volného Severního moře. Probíhají ve směru západ-východ a navazují na Západofríské ostrovy, které patří Nizozemsku. Největší a jediné obydlené ostrovy jsou Borkum, Juist, Norderney, Baltrum, Langeoog, Spiekeroog a Wangerooge. Ostrovy a přilehlé vodní plochy Wattenmeer vytvářejí jeden z německých národních parků Nationalpark Niedersächsisches Wattenmeer o rozloze 240 000 ha, který figuruje od roku 2009 na seznamu světového přírodního dědictví UNESCO.
Pro Waddenzee jsou typické mělčiny a písčiny, které vznikají při odlivu a jsou rozděleny hlubokými a mělkými brázdami. Podél pobřeží je většinou písčina, která je při každém přílivu zaplavována slanou mořskou vodou. Mořské proudy a bouřky dynamicky mění vzhled krajiny, když příležitostně ukrajují pevninu a na jiném místě naopak vznikne nový nános písčitého sedimentu.